# 田阿妹
田阿妹（1946年6月20日—）是臺灣女子田徑運動員，出身於花蓮縣馬太鞍部落，主攻短跑、五項全能項目，曾代表國家參加1966年亞洲運動會、1968年夏季奧林匹克運動會等賽事，獲得1966年亞洲運動會田徑女子4×100公尺接力銀牌。